# ウナイ・マレーロ
ウナイ・マレーロ・ララニャガ（Unai Marrero Larrañaga、2001年10月9日 - ）は、スペイン・バスク州アスペイティア出身のサッカー選手。レアル・ソシエダ所属。ポジションはGK。

## クラブ経歴
バスク州のアスペイティアに生まれ、2016年にレアル・ソシエダのカンテラに入団した。2019-20シーズンからCチームでプレーし始め、2021年10月10日、セグンダ・ディビシオンのSDポンフェラディーナ戦でBチームの選手としてプロデビューを果たした。
2023年11月1日、コパ・デル・レイのCDブニョル戦にて、先発フル出場したことでトップチームデビューを果たした。